# Radical 102
El radical 102, representado por el carácter Han 田, es uno de los 214 radicales del diccionario de Kangxi. En mandarín estándar es llamado 田部, (tián　bù «radical “campo”»); en japonés es llamado 田部, でんぶ (denbu), y en coreano 전 (jeon). En los textos occidentales es conocido como «radical “arrozal”»
El radical 102 aparece en diversas posiciones dentro de los caracteres que clasifica: en la parte inferior (por ejemplo en 畠), en la parte superior (por ejemplo en 男), en el lado izquierdo (por ejemplo en 町), el lado derecho (por ejemplo 畑) o en alguna otra (por ejemplo en 画). Puede aparecer, asimismo, en las formas variantes 甲, 申, 由, 甴, y 电.
Los caracteres clasificados bajo el radical «arrozal» suelen tener significados relacionados con la agricultura o la geografía. Como ejemplos de esto están 畑, «plantío»; 畴, «tierra arable»; 町, «pueblo»; 畿, «zona alrededor de una capital».

## Nombres populares
- Mandarín estándar: 田, tián, «campo».
- Coreano: 밭전부, bat jeon bu, «radical jeon-campo».
- Japonés:　田（た）, ta, «arrozal»; 田偏（たへん）, tahen, «“arrozal” en el lado izquierdo del carácter».[1]
- En occidente: radical «arrozal», radical «campo».

## Galería
| Estilos antiguos                                 | Estilos antiguos                  | Estilos antiguos                        | Estilos antiguos                   | Estilos antiguos                   | Estilos empleados actualmente       | Estilos empleados actualmente  | Estilos empleados actualmente    | Estilos empleados actualmente   | Estilos empleados actualmente  |
|                                                  |                                   |                                         |                                    |                                    |                                     | 田                             | 田                               |                                 |                                |
| 甲骨文 jiǎgǔwén (escritura de huesos oraculares) | 金文 jīnwén (escritura de bronce) | 简帛 jiǎnbó (escritura de bambú y seda) | 篆文 zhuànwén (escritura de sello) | 篆文 zhuànwén (escritura de sello) | 隸書 lìshū (estilo de los escribas) | 楷書 kǎishū (estilo regular)   | 楷書 kǎishū (estilo regular)     | 行書 xǐngshū (estilo corriente) | 草書 cǎoshū (estilo de hierba) |
| 甲骨文 jiǎgǔwén (escritura de huesos oraculares) | 金文 jīnwén (escritura de bronce) | 简帛 jiǎnbó (escritura de bambú y seda) | 大篆 dàzhuàn (sello grande)        | 小篆 xiǎozhuàn (sello pequeño)     | 隸書 lìshū (estilo de los escribas) | 繁體／繁体 fántǐ (tradicional) | 简体／簡體 jiǎntǐ (simplificado) | 行書 xǐngshū (estilo corriente) | 草書 cǎoshū (estilo de hierba) |

## Caracteres con el radical 102

| trazos | carácter                                  |
| ------ | ----------------------------------------- |
| + 0    | 田 由 甲 申 甴 电                         |
| + 1    | 甶                                        |
| + 2    | 男 甸 甹 町 甼                            |
| + 3    | 画 甽 甾 甿 畀 畁 畂 畃 畄 畅             |
| + 4    | 畆 畇 畈 畉 畊 畋 界 畍 畎 畏 畐 畑 畒 畓 |
| + 5    | 畔 畕 畖 畗 畘 留 畚 畛 畜 畝 畞 畟 畠 竜 |
| + 6    | 畡 畢 畣 畤 略 畦 畧 畨 畩 異             |
| + 7    | 番 畫 畬 畭 畮 畯 畱 畲 畳 畴             |
| + 8    | 畵 當 畷 畸 畹 畺                         |
| + 9    | 畻 畼 畽                                  |
| + 10   | 畾 畿                                     |
| + 11   | 疀 疁 疂                                  |
| + 12   | 疃 疄                                     |
| + 13   | 疅                                        |
| + 14   | 疆 疇                                     |
| + 15   | 疈                                        |
| + 17   | 疉 疊                                     |